# ناثانيل وايت
ناثانيل وايت (بالإنجليزية: Nathaniel White)‏ هو فاعل خير وشخصية أعمال وسياسي أمريكي، ولد في 7 فبراير 1811، وتوفي في 2 أكتوبر 1880.